# Roman Grebennikov
Pour les articles homonymes, voir Grebennikov.
Roman Grebennikov, né le 25 août 1975 à Volgograd, est un homme politique russe, maire de Volgograd du 20 mai 2007 au 23 février 2011. 
Membre du Parti communiste de la fédération de Russie (KPRF), Roman Grebennikov est élu lors de l'élection municipale anticipée tenue le 20 mai 2007 à Volgograd (Stalingrad). Avec 32,57 %, Roman Grebennikov l'emporte sur le candidat du parti « Russie unie » (20,35 %).